# George Moore (Moderner Fünfkämpfer)
George Moore (* 6. Oktober 1918 in St. Louis; † 4. Juli 2014) war ein US-amerikanischer Armeeoffizier und Sportler, der im Modernen Fünfkampf aktiv war.

## Karriere
Moore kämpfte als Mitglied der US Army im Zweiten Weltkrieg in Nordafrika und Italien. Er erhielt zweimal den Bronze Star, die Legion of Merit sowie nach einer Verwundung das Purple Heart. Nach Kriegsende nahm er 1948 an den Olympischen Spielen in London teil. Den Wettkampf schloss er hinter William Grut auf dem zweiten Rang ab und gewann somit Silber.
Er lehrte an der United States Military Academy in West Point und schied 1965 im Rang eines Colonels aus dem aktiven Dienst aus. Anschließend arbeitete er kurzzeitig in der Computerbranche, ehe er als Verwaltungsleiter wieder in den Bildungsbereich wechselte.